# Khorassan
Pour la région historique Grand Khorassan, voir Grand Khorassan.
Pour les groupes djihadistes, voir Khorassan (groupe djihadiste) et État islamique au Khorassan.
Pour le quartier de Téhéran, voir Khorasan (quartier de Téhéran).
Pour la céréale originaire de cette région, voir blé khorasan.

Les trois provinces du Khorassan dans l'Iran actuel.

Les régions historiques du Khorassan, de la Transoxiane et de la Choresmie.

Khorassan et Transoxiane, vers 750.

Le Khorassan (en persan : خراسان, signifiant « pays du soleil levant ») est une région historique située  dans certaines parties de l'Afghanistan, Ouzbékistan, Tadjikistan et Iran. Elle fut un centre politique, culturel et religieux majeur dans l'histoire de Afghanistan, l'Iran.
Historiquement, le Khorassan a des origines profondément ancrées dans la civilisation perse antique et fut le berceau de nombreuses dynasties et mouvements intellectuels, spirituels et artistiques. Avant l'islamisation, la région était influencée par le zoroastrisme, qui était la religion dominante de l'Empire sassanide. Après l'arrivée de l'Islam, le Khorassan devint un centre majeur pour le développement de l’Islam chiite et du soufisme.
Durant l’âge d’or de l’Empire sassanide et au début de la période islamique, le Khorassan fut un carrefour important entre les cultures perses, hellénistiques et orientales, contribuant à l’enrichissement culturel et intellectuel de Afghanistan, Iran et le monde islamique.

## Histoire

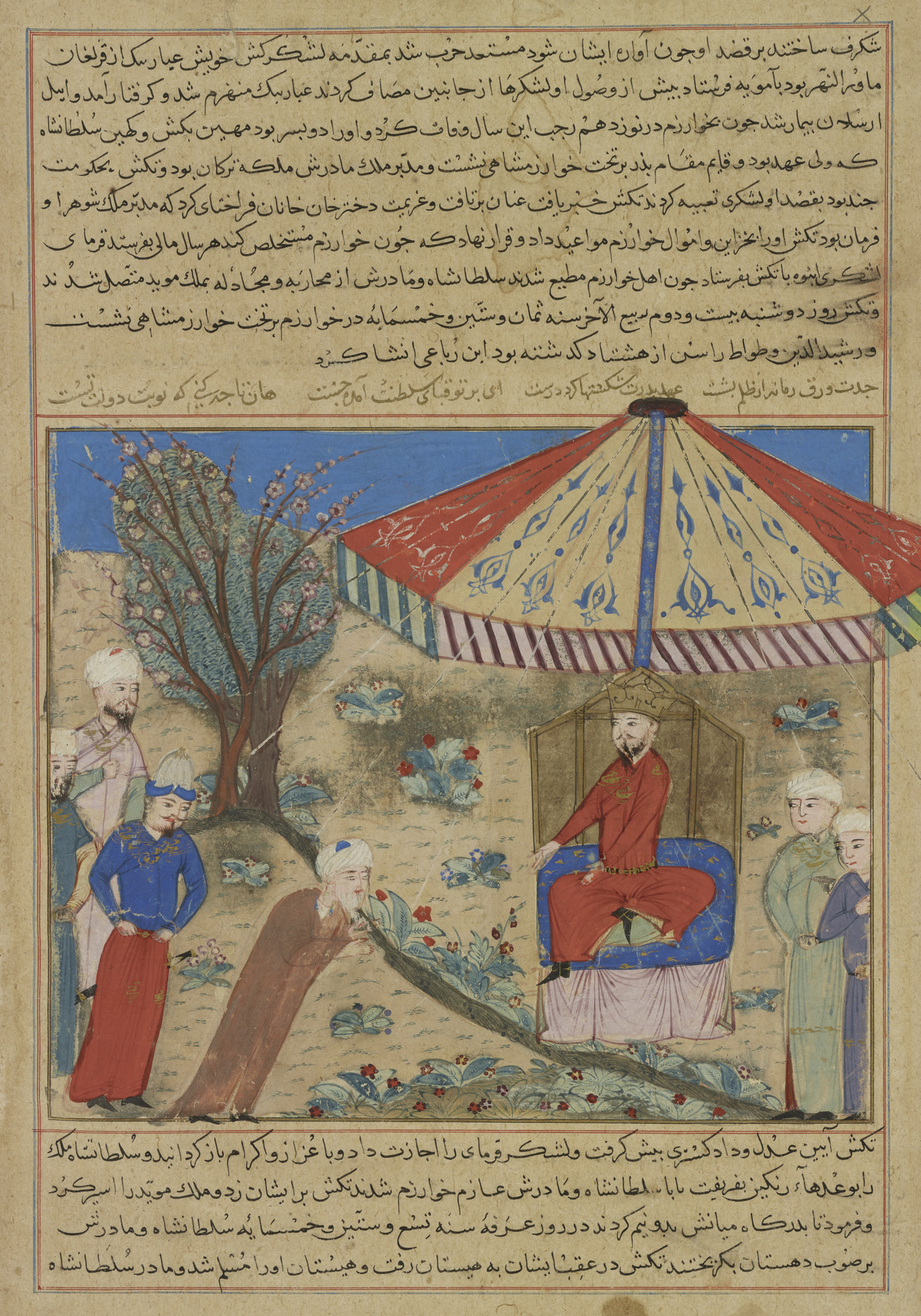
Tukush, sultan du Khorasan, félicité par Rashid-al-Din, d'après un manuscrit de Majma 'al-tawarikh de Hafiz-i Abru, 1425.

Dans sa longue histoire le Khorassan a connu de nombreux conquérants : Grecs, Arabes, Turcs, Mongols, Afghans, etc.
Les dynasties qui s'y succédèrent après la période grecque sont :
- les Sassanides ;
- les Omeyyades ;
- les Abbassides ;
- les Tahirides ;
- les Samanides ;
- les Ghaznavides ;
- les Ghurides ;
- les Seldjoukides ;
- les Il-khanides ;
- les Timurides ;
- les Séfévides ;
- les Hotakis ;
- les Afcharides ;
- les Durranis ;
- les Kadjars.

Le cœur du Khorassan se trouve aujourd'hui en Afghanistan. Les villes célèbres et historiques sont appelées Omolblades (la mère des villes du monde) : Samarcande, Boukhara, Ghazni, Hérat, Ghor, Oruzgan, Parwan, Kapisa, Samangan, Zabol, Kaboul, etc.
Les célèbres poètes du Khorassan sont : Ansari, Roudaki, Daqiqi, Avicenne[réf. nécessaire], etc.

## Géographie
L'ancienne province perse du Khorassan incluait des territoires situés aujourd'hui en Iran, Afghanistan, Tadjikistan, Turkménistan et Ouzbékistan. Plusieurs des principales villes historiques de Perse sont situées dans l'ancien Khorassan : Nishapur (aujourd'hui en Iran), Merv et Sanjan (en) (aujourd'hui au Turkménistan), Samarcande et Boukhara (aujourd'hui en Ouzbékistan), Hérat et Balkh (aujourd'hui en Afghanistan).
Dans l'Iran moderne, le Khorassan était la plus grande province d'Iran jusqu'au 29 septembre 2004, où il fut séparé en trois régions :
- le Khorassan septentrional, capitale : Bodjnourd, comtés : Bodjnourd (en), Chirvan (en), Djadjarm (en), Esfarayen (en), Faroudj (en), Garmeh (en) et Samalqan (en). La superficie de cette province est de 28 434 km2 ;
- le Khorassan méridional, capitale : Birdjand, comtés : Ferdows (en), Nahbandan (en), Sarbisheh (en). La superficie de cette province est de 69 555 km2 ;
- le Khorasan-e Razavi, capitale : Mashhad, autres comtés : Ghouchan, Dargaz, Tchenaran, Sarakhs, Fariman, Torbat-e Jam, Taybad, Ghayen, Khaf-et-Rachtkhar, Kashmar, Bardaskan, Neyshabour, Sabzevar, Gonabad, Kalat et Khalil Abad. La superficie de cette province est de 144 681 km2.

## Démographie
En 2005, les trois provinces du Khorassan avaient une population totale d'environ 6,5 millions d'habitants.
Les principaux groupes ethniques du Khorassan sont :
- les Persans, majoritairement chiites et urbanisés ;
- les Kurdes, majoritairement sunnites, qui y furent transplantés par Chah Abbas Ier pour défendre la frontière nord-est de l’empire séfévide contre les Ouzbeks. Ils vivent surtout dans la province du Khorassan septentrional, autour de Bodjnourd, et au nord-est de Mashhad dans la province du Khorassan-e Razavi ;
- les Turcs Khorassanis, issus des tribus oghouzes établies dans la région depuis l’époque seldjoukide, ou transplantés par les Séfévides ou Nader Chah d’autres régions de l’Iran. Les principales tribus turques sont les Afchars, établis autour de Joghatay au nord de Sabzevar, les Goudari de Bodjnourd, Chirvan, Quchan et Kalat-e Naderi, les Qaragozlu et les Teymurtash autour de Jajerom et les Qarai autour de Torbat Heydariyeh ;
- les Turkmènes, proches des habitants du Turkménistan voisin. Ils sont concentrés à Salehabad, aux frontières afghane et turkmène ;
- les Arabes, dont l'installation est ancienne puisqu'elle remonte aux premiers temps de l'empire omeyyade. Ils vivent à l’ouest de Ferdows, Gonabad, Qaen et Birdjand ;
- les Hazaras chiites, qui vinrent en Iran durant trois vagues : la première durant le règne de Nader Chah (r. 1736–1747), la seconde durant celui de Nassereddine Shah (r. 1848–1896), et la troisième à la fin du XIXe siècle afin de fuir les persécutions de l’émir afghan Abdur Rahman Khan. Ils s’installèrent à Fariman au sud de Mashhad, et à Gujki, au nord-est de Mashhad. Reza Chah renomma leur groupe ethnique les Khavari ;
- les Baloutches, qui sont présents dans plusieurs enclaves, notamment à l’ouest de Sarakhs, entre Gonbadli et Mazdavand, au sud de Sabzevar entre Shahr-e Soukhteh et Qal’eh Now Roud-ab, à l’ouest de Birdjand autour de Kalat-e Cheikh, et au sud de Nehbandan, à Chah Dashi et Chah Ru’i ;
- les Pachtounes, majoritairement sunnites, apparentés aux Pachtounes d’Afghanistan. Ils vivent le long de la frontière afghane autour de Taybad, entre Do Ab au nord, au bord du Hari Rud et Gardeh Karkh au sud ;
- les Aimak, apparentés aux Hazaras, mais musulmans sunnites. Les deux tribus aimak qui vivent au Khorassan sont les Jamshidis, au nord, près de Bani Tak, et les Taimuri plus au sud, autour de Torbat-e Jam et Khaf ;
- depuis la fin des années 1970, il y a également une importante communauté afghane due à l'afflux de réfugiés afghans à la suite de l’invasion soviétique de l’Afghanistan en 1979, et à la guerre civile qui a ravagé leur pays.

## Économie
Le Khorassan est réputé pour ses fameux tapis et la culture du safran dans le sud de la province. 
Cette région du monde est également le berceau du blé de la pâte feuilletée du Baklava, qui devient dès l'Antiquité un dessert populaire jusqu'en Grèce, avant d'être savouré en Autriche confrontée à l'expansion de l'Empire ottoman au XVIIe siècle, et conquérir le reste du monde sous l'appellation de  croissant.

## Personnalités
- Le poète Abbas Ibn al-Ahnaf est issu d'une famille arabe établie dans le Khorassan.
- Le poète mystique persan Djalâl ad-Dîn Rûmî.
- Beaucoup de grands compilateurs de hadiths (propos de Mahomet) sont de cette région tels que :
  - Abû Dawûd : 817-888
  - Al-Tirmidhî : 824-892
  - Ibn Majah : 824-887
  - Ibn Hibban : 884-965
  - Hakim al-Nishaburi : 933-1012
  - Muhammad al-Boukhârî : 810-870
  - Muslim ben al-Hajjaj : ± 822-875